# Fórmula Palmer Audi

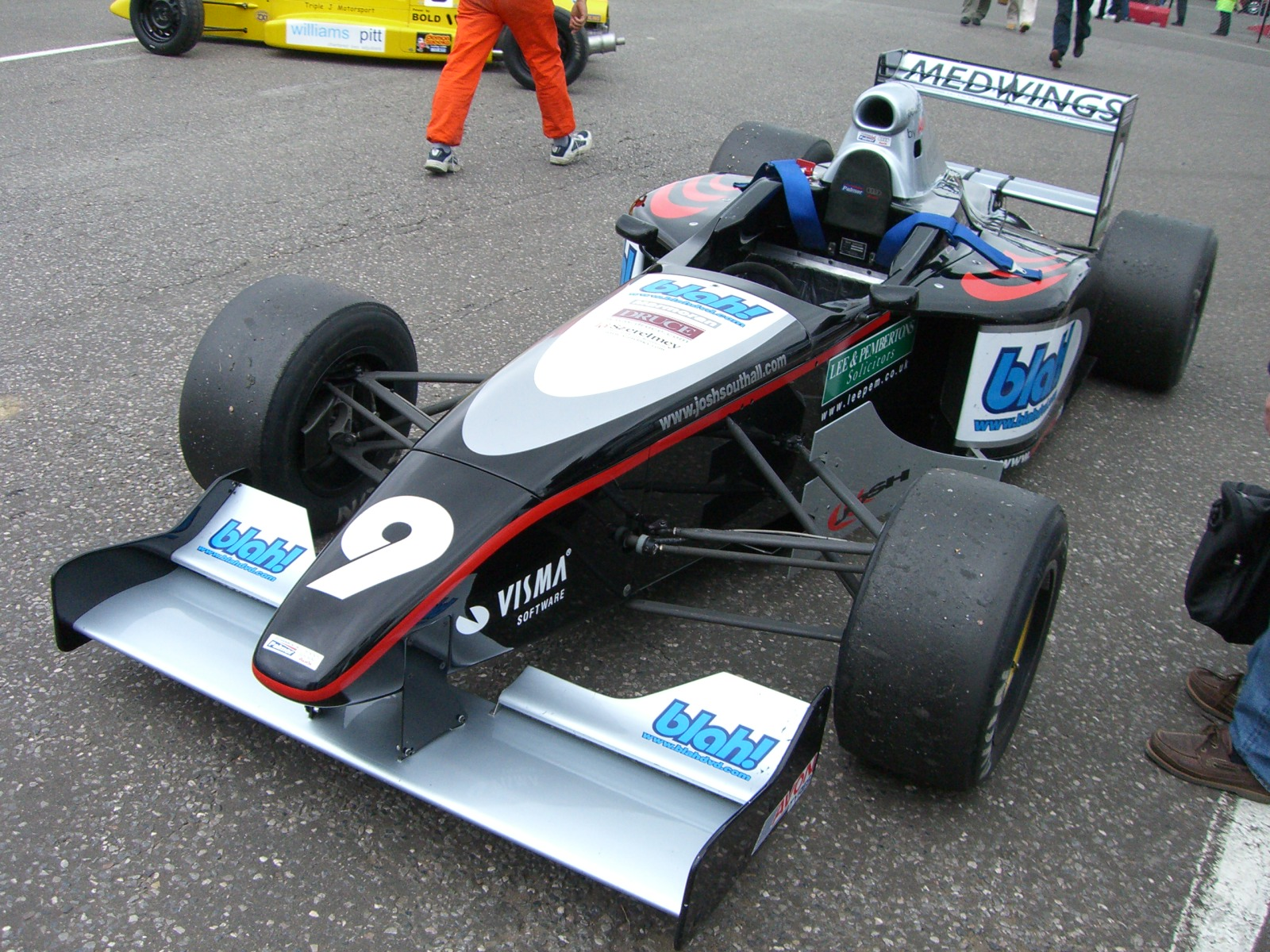
Un Fórmula Palmer Audi.

Fórmula Palmer Audi (FPA) , fue un campeonato creado en 1998 por el expiloto inglés de Fórmula 1, Jonathan Palmer. La competición se fundó para rivalizar con la Fórmula 3 en el Reino Unido, a pesar de que los monoplazas son más potentes que dicha fórmula y en los últimos años se ha consolidado como uno de los principales campos de entrenamiento para los jóvenes con talento aspirantes a la Fórmula 1.
El ganador tiene una plaza para disputar la Fórmula 2.
El campeonato ha sido disputado por muchos pilotos de renombre como Justin Wilson ex-Fórmula 1, primer campeón del certamen, Giorgio Pantano ex-Fórmula 1 y ex-GP2 Series, Gary Paffett DTM y probador escudería McLaren, Adam Carroll ex-GP2 Series y Andy Priaulx triple vencedor del WTCC.

## Características
Las carrera de Fórmula Palmer Audi tienen una duración de 60 km o 30 minutos, lo que se cumpla primero.
El puntuaje para los diecinueve pilotos mejor colocados es de 24-20-18-16-15-14-13-12-11-10-9-8-7-6-5-4-3-2-1.

## Circuitos
| - Brands Hatch - Silverstone - Donington Park - Snetterton - Rockingham - Oulton Park - Castle Combe - Thruxton | - Pembrey - Mondello Park - Magny-Cours - Dijon-Prenois - Nürburgring - Spa-Francorchamps - Monza - Mugello |

## Campeones
| Año  | Campeón          | Segundo                 | Tercero          | Trofeo otoñal/Series invernales |
| ---- | ---------------- | ----------------------- | ---------------- | ------------------------------- |
| 1998 | Justin Wilson    | Darren Turner           | Richard Tarling  | Derek Hayes                     |
| 1999 | Richard Tarling  | Richard Lyons           | Damien Faulkner  | Paul Edwards                    |
| 2000 | Damien Faulkner  | Justin Keen             | Robbie Kerr      | Philip Giebler                  |
| 2001 | Steve Warburton  | Stephen Young           | Gideon Cresswell |                                 |
| 2002 | Adrian Willmott  | Joel Nelson             | Román Rusinov    | Ben Lewis                       |
| 2003 | Ryan Lewis       | Adam Smith              | Ryan Hooker      | Jonathan Kennard                |
| 2004 | Jonathan Kennard | Rob Jenkinson           | Karim Ojjeh      | Stephen Young                   |
| 2005 | Joe Tandy        | David Epton             | Stuart Prior     | Josh Weber                      |
| 2006 | Jon Barnes       | Viktor Jensen           | Chris Hyman      | Dane Cameron                    |
| 2007 | Tim Bridgman     | Stefan Wilson           | Luciano Bacheta  | Richard Keen                    |
| 2008 | Jason Moore      | Tom Bradshaw            | Jolyon Palmer    | Niall Quinn                     |
| 2009 | Richard Plant    | Kazimieras Vasiliauskas | Adam Foster      |                                 |
| 2010 | Nigel Moore      | Máxime Jousse           | Ramón Piñeiro    |                                 |